# デルマソトガケ
デルマソトガケ（欧字名:Derma Sotogake、2020年4月28日 - ）は、日本の競走馬。主な勝ち鞍は2022年の全日本2歳優駿、2023年のUAEダービー。
馬名の意味は、冠名＋外掛け。相撲の決まり手の一つ。

## 戦績

### デビュー前
2021年のセレクトセール1歳セッションにて、浅沼廣幸に1800万円（税別）で落札された。

### 2歳（2022年）
2022年6月26日、阪神競馬場5レースの2歳新馬戦（芝1800m）でデビューし6着。3戦目からはダートに転向し、通算4戦目となった10月2日の2歳未勝利戦（中京競馬場・ダート1800m）で初勝利を収めた。自己条件で2勝目を挙げた後、年末に初の重賞・初のJpnI挑戦で全日本2歳優駿に出走。道中は中団に控えて直線で外に出して追い込み、内から伸びてきたオマツリオトコとの接戦をアタマ差制して重賞初優勝を飾った。

### 3歳（2023年）
2月25日、サウジアラビアに遠征しサウジダービーに出走、中団から追い上げて3着に入った。
3月25日、今度はUAEダービーに出走、スタートからハナを切り、直線で突き抜ける走りをして2着のドゥラエレーデに大きく差をつけてゴールをした。レース後ジョッキーのクリストフ・ルメール騎手は「1枠からすごく良いスタートがきれたので、前に行くことを決断しました。道中は、マイペースで冷静に走ってくれました。直線ではだんだん加速していき、馬の反応がとても良かったです。無理をしないで勝つことができたので、次も楽しみです」と語った。
その後はアメリカに遠征して5月6日、ケンタッキーダービーに出走。発馬で後手を踏んでしまい6着に敗れた。
秋は日本テレビ盃から始動する予定だったが、調整中に左前脚の蹄を痛めたため出走を見送った。
現地時間11月4日、アメリカに遠征してブリーダーズカップ・クラシックに出走。課題の発馬も難なく決めて4番手に続き、直線では先頭に躍り出たホワイトアバリオを捕らえようとするもあと一歩及ばずの2着に敗れた。帰国後に東京大賞典の出走を予定していたが、状態が上がらなかったために回避し、年内は休養に充て、年明けのサウジカップを目指す方向で調整することとなった。

## 競走成績
以下の内容は、JBISサーチ、netkeiba.com、サカブジョッキークラブ、Racing Post、エミレーツ競馬協会、Total Performance DataおよびEquibaseの情報に基づく。
| 競走日     | 競馬場             | 競走名         | 格     | 距離（馬場）  | 頭 数 | 枠 番 | 馬 番 | オッズ （人気） | 着順 | タイム （上がり3F） | 着差      | 騎手          | 斤量 [kg] | 1着馬（2着馬）       | 馬体重 [kg] |
| ---------- | ------------------ | -------------- | ------ | ------------- | ----- | ----- | ----- | --------------- | ---- | ------------------- | --------- | ------------- | --------- | -------------------- | ----------- |
| 2022.06.26 | 阪神               | 2歳新馬        |        | 芝1800m（良） | 12    | 6     | 8     | 119.2（10人）   | 06着 | R1:51.0（34.5）     | -0.8      | 0松若風馬     | 54        | カルロヴェローチェ   | 494         |
| 0000.08.14 | 小倉               | 2歳未勝利      |        | 芝1800m（良） | 7     | 5     | 5     | 005.10（3人）   | 04着 | R1:49.6（34.9）     | -1.0      | 0松若風馬     | 54        | ロードラディウス     | 490         |
| 0000.09.03 | 小倉               | 2歳未勝利      |        | ダ1700m（稍） | 16    | 4     | 8     | 003.90（2人）   | 03着 | R1:47.0（39.2）     | -1.2      | 0松若風馬     | 54        | ゴッドブルービー     | 490         |
| 0000.10.02 | 中京               | 2歳未勝利      |        | ダ1800m（良） | 11    | 8     | 11    | 002.60（1人）   | 01着 | R1:53.8（38.1）     | -0.7      | 0松若風馬     | 55        | （イサイアス）       | 492         |
| 0000.11.06 | 阪神               | もちの木賞     | 1勝    | ダ1800m（良） | 7     | 6     | 6     | 005.80（3人）   | 01着 | R1:55.3（37.4）     | -0.0      | 0松若風馬     | 55        | （コンティノアール） | 498         |
| 0000.12.14 | 川崎               | 全日本2歳優駿  | JpnI   | ダ1600m（稍） | 14    | 3     | 4     | 005.60（3人）   | 01着 | R1:43.3（40.2）     | -0.0      | 0松若風馬     | 55        | （オマツリオトコ）   | 495         |
| 2023.02.25 | KAA                | サウジダービー | G3     | ダ1600m（Fs） | 13    | 3     | 9     | 005.50（2人）   | 03着 | R1:39.21            | -0.39     | 0松若風馬     | 55        | Commissioner King    | 計不        |
| 0000.03.25 | メイダン           | UAEダービー    | G2     | ダ1900m（Fs） | 13    | 1     | 5     | 005.50（3人）   | 01着 | R1:55.81（37.31）   | -1.00     | 0C.ルメール   | 55        | （Dura Erede）       | 計不        |
| 0000.05.06 | チャーチルダウンズ | KYダービー     | G1     | ダ10F（Fs）   | 18    | 14    | 17    | 008.80（3人）   | 06着 | R                   | （8馬身） | 0C.ルメール   | 57        | Mage                 | 計不        |
| 0000.11.04 | サンタアニタ       | BCクラシック   | G1     | ダ10F（Fs）   | 12    | 4     | 5     | 027.20（7人）   | 02着 | R2:03.07            | -0.20     | 0C.ルメール   | 55.5      | White Abarrio        | 計不        |
| 2024.02.24 | KAA                | サウジC        | G1     | ダ1800m（良） | 14    |       | 4     | 008.40（4人）   | 05着 | R1:49.9             | -0.40     | 0C.ルメール   | 57        | Senor Buscador       | 計不        |
| 0000.03.30 | メイダン           | ドバイWC       | G1     | ダ2000m（良） | 12    |       | 4     | 004.70（2人）   | 06着 | R2:05.2             | -2.9      | 0O.マーフィー | 57        | Laurel River         | 計不        |
| 0000.09.25 | 船橋               | 日本テレビ盃   | JpnII  | ダ1800m（良） | 13    | 5     | 7     | 003.50（2人）   | 05着 | R1:54.6（40.0）     | -1.8      | 0C.ルメール   | 56        | ウィリアムバローズ   | 530         |
| 0000.11.02 | デルマー           | BCクラシック   | G1     | ダ2000m（良） | 14    |       | 6     | 022.50（8人）   | 13着 |                     |           | 0C.ルメール   | 57        | Sierra Leone         | 計不        |
| 0000.12.29 | 大井               | 東京大賞典     | GI     | ダ2000m（良） | 10    | 5     | 5     | 027.60（6人）   | 06着 | R2:06.7（38.0）     | -1.8      | 0C.ルメール   | 57        | フォーエバーヤング   | 524         |
| 2025.02.06 | 佐賀               | 佐賀記念       | JpnIII | ダ2000m（重） | 11    | 7     | 8     | 008.80（5人）   | 05着 | R2:10.9（39.6）     | -2.2      | 0松若風馬     | 58        | メイショウフンジン   | 527         |
| 0000.02.23 | 東京               | フェブラリーS  | GI     | ダ1600m（良） | 16    | 7     | 13    | 090.6（13人）   | 14着 | R1:37.9（37.5）     | -2.4      | 0松若風馬     | 58        | コスタノヴァ         | 528         |

- 海外の競走の「枠番」欄にはゲート番を記載
- サウジアラビアのオッズ・人気はRacing Post、アメリカのオッズ・人気は現地主催者発表のもの（日本式のオッズ表記とした）
- 競走成績は2025年2月23日現在

## 血統表
| デルマソトガケの血統                                    | デルマソトガケの血統                                                  | デルマソトガケの血統                                                  | （血統表の出典）                                                      | （血統表の出典） |
| 父系                                                    | デピュティミニスター系                                                | デピュティミニスター系                                                | デピュティミニスター系                                                | [ § 2 ]          |
| 父 *マインドユアビスケッツ Mind Your Biscuits 2013 栗毛 | 父の父Posse 2000 鹿毛                                                 | Silver Deputy                                                         | Deputy Minister                                                       | Deputy Minister  |
| 父 *マインドユアビスケッツ Mind Your Biscuits 2013 栗毛 | 父の父Posse 2000 鹿毛                                                 | Silver Deputy                                                         | Silver Valley                                                         |                  |
| 父 *マインドユアビスケッツ Mind Your Biscuits 2013 栗毛 | 父の父Posse 2000 鹿毛                                                 | Raska                                                                 | Rahy                                                                  | Rahy             |
| 父 *マインドユアビスケッツ Mind Your Biscuits 2013 栗毛 | 父の父Posse 2000 鹿毛                                                 | Raska                                                                 | Borishka                                                              |                  |
| 父 *マインドユアビスケッツ Mind Your Biscuits 2013 栗毛 | 父の母Jazzmane 2006 鹿毛                                              | Toccet                                                                | Awesome Again                                                         | Awesome Again    |
| 父 *マインドユアビスケッツ Mind Your Biscuits 2013 栗毛 | 父の母Jazzmane 2006 鹿毛                                              | Toccet                                                                | Cozzene's Angel                                                       |                  |
| 父 *マインドユアビスケッツ Mind Your Biscuits 2013 栗毛 | 父の母Jazzmane 2006 鹿毛                                              | Alljazz                                                               | Stop the Music                                                        | Stop the Music   |
| 父 *マインドユアビスケッツ Mind Your Biscuits 2013 栗毛 | 父の母Jazzmane 2006 鹿毛                                              | Alljazz                                                               | Bounteous                                                             |                  |
| 母 アムールポエジー 2010 栗毛                           | 母の父ネオユニヴァース 2000 鹿毛                                      | *サンデーサイレンス                                                   | Halo                                                                  | Halo             |
| 母 アムールポエジー 2010 栗毛                           | 母の父ネオユニヴァース 2000 鹿毛                                      | *サンデーサイレンス                                                   | Wishing Well                                                          |                  |
| 母 アムールポエジー 2010 栗毛                           | 母の父ネオユニヴァース 2000 鹿毛                                      | *ポインテッドパス                                                     | Kris                                                                  | Kris             |
| 母 アムールポエジー 2010 栗毛                           | 母の父ネオユニヴァース 2000 鹿毛                                      | *ポインテッドパス                                                     | Silken Way                                                            |                  |
| 母 アムールポエジー 2010 栗毛                           | 母の母ハッピーリクエスト 1997 栗毛                                    | *トニービン                                                           | *カンパラ                                                             | *カンパラ        |
| 母 アムールポエジー 2010 栗毛                           | 母の母ハッピーリクエスト 1997 栗毛                                    | *トニービン                                                           | Severn Bridge                                                         |                  |
| 母 アムールポエジー 2010 栗毛                           | 母の母ハッピーリクエスト 1997 栗毛                                    | *エイプリルソネット                                                   | Dike                                                                  | Dike             |
| 母 アムールポエジー 2010 栗毛                           | 母の母ハッピーリクエスト 1997 栗毛                                    | *エイプリルソネット                                                   | Pass Me                                                               |                  |
| 母系(F-No.)                                             | (FN:12号族)                                                           | (FN:12号族)                                                           | (FN:12号族)                                                           | [ § 3 ]          |
| 5代内の近親交配                                         | Hail to Reason 5 × 5 = 6.25%、Deputy Minister 4 ･ 5（父系） = 9.38%、 | Hail to Reason 5 × 5 = 6.25%、Deputy Minister 4 ･ 5（父系） = 9.38%、 | Hail to Reason 5 × 5 = 6.25%、Deputy Minister 4 ･ 5（父系） = 9.38%、 | [ § 4 ]          |
| 出典                                                    | 1. 2. 3. 4.                                                           | 1. 2. 3. 4.                                                           | 1. 2. 3. 4.                                                           | 1. 2. 3. 4.      |

- 母アムールポエジーは2013年関東オークス勝ち馬。
- 伯父に2009年カペラステークス、2010年北海道スプリントカップ勝ち馬のミリオンディスク。
- そのほかの近親に2020年かしわ記念など重賞3勝のワイドファラオ、2025年愛知杯優勝のワイドラトゥール、2025年阪急杯優勝のカンチェンジュンガ。